# نهاش متألق
نهاش متألق (الاسم العلمي: Lutjanus fulgens) (بالإنجليزية: Golden African snapper)‏ هو نوع من الأسماك يتبع جنس النهاش من الفصيلة النهاشية.